# ملدولا
ملدولا (به ایتالیایی: Meldola) یک کومونه در ایتالیا است که در استان فورلی-چزنا واقع شده‌است.

## خصوصیات
ملدولا ۷۸ کیلومترمربع مساحت و ۱۰٬۱۴۲ نفر جمعیت دارد و ۵۸ متر بالاتر از سطح دریا واقع شده‌است.

## خواهرخوانده
شهر ولفهاگن خواهرخواندهٔ ملدولا هست.